# Salyersville, Kentucky
Salyersville este un oraș și reședința comitatului  Magoffin, Kentucky, Statele Unite ale Americii. El este situat pe Licking River la altitudinea de 260 m deasupra n.m., ocupă o suprafață de 5.5 km2. Populația a fost 1604 loc. la recensământul din 2000.

## Personalități marcante
- Larry Flynt, milionar